# Teofan Mărturisitorul
Teofan Mărturisitorul (în greacă Θεοφάνης ὁ Ὁμολογητής, n. cca. 758/760 - d. 12 martie, 817/818) a fost un membru al aristocrației bizantine, care a devenit călugăr și cronicar. El este venerat pe 12 martie de Biserica Romano-Catolică și de Biserica Ortodoxă (pe 25 martie în acele biserici care se bazează pe calendarul iulian).
În scrierile sale, Teofan pomenește de suburbia Vlaherne (a vlahilor) de lângă Constantinopol în legătură cu revolta lui Flavius Vitalianus împotriva împăratului Anastasius din anul 513 in lucrarea "Chronografie" si menționează expresia "Torna,torna fratre".